# Comuna Vernîhorodok, Kozeatîn
Vernîhorodok (în ucraineană Вернигородок) este o comună în raionul Kozeatîn, regiunea Vinnița, Ucraina, formată din satele Velîke, Verbolozî și Vernîhorodok (reședința).

## Demografie
Componența lingvistică a satului Vernîhorodok
     Ucraineană (98,95%)
     Alte limbi (1,05%)
Conform recensământului din 2001, majoritatea populației satului Vernîhorodok era vorbitoare de ucraineană (98,95%), existând în minoritate și vorbitori de alte limbi.